# We Found Love
"We Found Love" är en singel av sångerskan Rihanna. Singeln släpptes den 22 september 2011 och debuterade på plats 37 på sverigetopplistan den 7 oktober. Den tredje veckan toppade låten listan och låg även kvar som etta i fem veckor i rad. Låten har toppat singellistan i 13 länder.

## Listplaceringar
| Lista (2011)   | Topplacering |
| -------------- | ------------ |
| Australien     | 2            |
| Belgien        | 2            |
| Bulgarien      | 2            |
| Danmark        | 1            |
| Finland        | 1            |
| Frankrike      | 1            |
| Irland         | 1            |
| Italien        | 3            |
| Kanada         | 1            |
| Nederländerna  | 3            |
| Norge          | 1            |
| Nya Zeeland    | 1            |
| Portugal       | 5            |
| Schweiz        | 1            |
| Spanien        | 2            |
| Sverige        | 1            |
| Storbritannien | 1            |
| Tyskland       | 1            |
| USA            | 1            |
| Österrike      | 2            |